# Ixias venilia
Ixias venilia är en fjärilsart som först beskrevs av Jean Baptiste Godart 1819.  Ixias venilia ingår i släktet Ixias och familjen vitfjärilar. Inga underarter finns listade i Catalogue of Life.